# Djilali Abdi
Djilali Abdi (Sidi Bel Abbès, Argelia francesa, 25 de noviembre de 1943-2 de febrero de 2022) fue un futbolista y entrenador de fútbol de Argelia que jugó en la posición de centrocampista.

## Carrera

### Club
Jugó toda su carrera con el USM Bel Abbès de 1962 a 1976, con quien logró dos ascensos de categoría.

### Selección nacional
Debutó con Argelia el 9 de abril de 1967 en una victoria por 3-1 ante Alto Volta y jugó su último partido internacional el 23 de marzo de 1969 en una derrota por 0-1 ante Marruecos. Jugó con la selección nacional en seis ocasiones y anotó un gol; participó en la Copa Africana de Naciones 1968.

### Entrenador
Dirigió al USM Bel Abbès de 1990 a 1992 y ganó la Copa de Argelia en 1991.

## Logros

### Jugador
- Liga 2 de Argelia (1): 1966/67
- División Nacional Amateur (1): 1965/66

### Entrenador
- Copa de Argelia (1): 1990/91